# フランシーヌ・フールマン
フランシーヌ・フールマン（Francien Huurman, 1975年4月18日 - ）は、オランダの元女子バレーボール選手。元オランダ代表。

## 来歴
1997年よりオランダ代表のメンバーとして数々の国際大会で活躍。1998年の世界選手権に出場し、7位となった。ワールドカップやオリンピックへの出場はない。2001年からVリーグの久光製薬に入団した。翌年からはパイオニアに移籍し、2回のリーグ優勝と黒鷲旗大会優勝に大きく貢献した。2004-05シーズンの第11回大会では敢闘賞、ブロック賞、ベスト6賞に輝いた。
2005年ワールドグランプリからは中核としてチームを引っ張り、2007年ワールドグランプリで優勝、2009年のヨーロッパ選手権で準優勝などの実績を残す。2010年世界選手権、2011年ヨーロッパ選手権に出場した。
2011年11月、Vチャレンジリーグの日立リヴァーレに入団。2011-12Vチャレンジリーグの優勝へ導き、スパイク賞を獲得した。
2020年からは指導者として活動。アヴィタル・セリンジャーが監督を務めるオランダ女子代表のコーチを2022年まで務め、2024年にはU18チームのコーチを務めた。

## エピソード
- パイオニア在籍中の2006年2月に乳がんの診断を受ける。シーズン終了後パイオニアを退団し帰国、化学療法を10月まで受け、翌2007年5月には代表に復帰した[4][5]。

## 所属クラブ
- モデナ （1998-1999年）
- 久光製薬スプリングス（2002-2003年）
- パイオニアレッドウィングス（2003-2006年）
- DELA Martinus Amstelveen（2006-2011年）
- 日立リヴァーレ（2011-2012年）

## 受賞歴
- 2003年 - 第9回Vリーグ スパイク賞、ベスト6
- 2004年 - 第10回Vリーグ スパイク賞、ベスト6
- 2005年 - 第11回Vリーグ 敢闘賞、ブロック賞、ベスト6
- 2006年 - 第12回Vリーグ スパイク賞、ベスト6
- 2012年 - 2011/12 Vチャレンジリーグ スパイク賞[6]